# Yokozawa Shogen
Yokozawa Shogen (jap. 横沢将監) wurde in der Mitte des 16. Jahrhunderts in eine Samurai-Familie auf dem Lehen Sendai in Japan geboren. Er diente dem Daimyo von Sendai, Date Masamune.
Im September 1616 fuhr er auf Befehl von Date Masamune mit dem japanischen Kriegsschiff San Juan Bautista nach Mexiko, um seinen Landsmann Hasekura Rokuemon zurückzubringen, der von einer Gesandtschaft aus Europa zurückkehrte.
Die Reise erwies sich als schwierig und etwa 100 Mann auf dem Schiff starben während der Fahrt. Man kam im Mai 1617 in Acapulco an. Dort verschickte er einen Brief und einige Waren von Date Masamune, wurde getauft und erhielt den Taufnamen Don Alonzo Hacaldo.
Das Schiff fuhr im April 1618 ein viertes Mal über den Pazifik und kam auf den Philippinen an, wo sie von der den lokalen spanischen Behörden gekauft wurde, um die Verteidigung gegen Holland zu stärken. Während Luis Sotelo wegen der zunehmend antichristlichen Stimmung in Japan auf den Philippinen blieb, reiste Yokozawa Shogen mit Hasekura Rokuemon im August 1620 auf einem Handelsschiff nach Japan zurück.
Nach seiner Rückkehr soll Yokozawa dem christlichen Glauben abgeschworen und alle christlichen Besitztümer verbrannt haben.
Dennoch gehörte er 1621 zu den 17 Christen die einen Brief an den Papst unterzeichneten. Sein Name kommt dort an zweiter Stelle nach Goto Juan  Ja.
Weder das spätere Leben, noch das Grab von Yokozawa sind bekannt.